# Giorgi Chakvetadze
Giorgi Chakvetadze (en georgiano: გიორგი ჩაკვეტაძე; Tiflis, 29 de agosto de 1999) es un futbolista georgiano. Juega como centrocampista y su equipo es el Watford F. C. de la EFL Championship.

## Selección nacional
Ha sido internacional con la selección de Georgia en 37 ocasiones anotando 10 goles. También lo ha sido en categorías inferiores.
Marcó el primer gol en la historia de la Liga de Naciones de la UEFA contra la selección de Kazajistán el 6 de septiembre de 2018.

### Participaciones en Eurocopas
| Copa          | Sede     | Resultado        | Partidos | Goles |
| ------------- | -------- | ---------------- | -------- | ----- |
| Eurocopa 2024 | Alemania | Octavos de final | 4        | 0     |

| Goles como internacional con Georgia | Goles como internacional con Georgia | Goles como internacional con Georgia                           | Goles como internacional con Georgia | Goles como internacional con Georgia | Goles como internacional con Georgia | Goles como internacional con Georgia |
| N.º                                  | Fecha                                | Estadio                                                        | Rival                                | Gol                                  | Resultado                            | Competición                          |
| ------------------------------------ | ------------------------------------ | -------------------------------------------------------------- | ------------------------------------ | ------------------------------------ | ------------------------------------ | ------------------------------------ |
| 1.                                   | 24 de marzo de 2018                  | Estadio Mikheil Meskhi, Tiflis, Georgia                        | Lituania                             | 4-0                                  | 4-0                                  | Amistoso                             |
| 2.                                   | 6 de septiembre de 2018              | Astana Arena, Astaná, Kazajistán                               | Kazajistán                           | 0-1                                  | 0-2                                  | Liga de las Naciones UEFA 2018-19    |
| 3.                                   | 16 de octubre de 2018                | Estadio Daugava, Riga, Letonia                                 | Letonia                              | 0-3                                  | 0-3                                  | Liga de las Naciones UEFA 2018-19    |
| 4.                                   | 15 de noviembre de 2018              | Estadio Comunal de Andorra la Vieja, Andorra la Vieja, Andorra | Andorra                              | 0-1                                  | 1-1                                  | Liga de las Naciones UEFA 2018-19    |
| 5.                                   | 19 de noviembre de 2018              | Estadio Borís Paichadze, Tiflis, Georgia                       | Kazajistán                           | 2-0                                  | 2-1                                  | Liga de las Naciones UEFA 2018-19    |
| 6.                                   | 25 de marzo de 2023                  | Estadio de Batumi, Batumi, Georgia                             | Mongolia                             | 2-1                                  | 6-1                                  | Amistoso                             |
| 7.                                   | 25 de marzo de 2023                  | Estadio de Batumi, Batumi, Georgia                             | Mongolia                             | 3-1                                  | 6-1                                  | Amistoso                             |
| 8.                                   | 8 de septiembre de 2023              | Estadio Borís Paichadze, Tiflis, Georgia                       | España                               | 1-4                                  | 1-7                                  | Clasificación Eurocopa 2024          |

## Estadísticas

### Clubes
| Club                                 | Div.          | Temporada     | Liga nacional | Liga nacional | Copas nacionales | Copas nacionales | Torneos internacionales | Torneos internacionales | Total | Total | Media goleadora |
| Club                                 | Div.          | Temporada     | Part.         | Goles         | Part.            | Goles            | Part.                   | Goles                   | Part. | Goles | Media goleadora |
| ------------------------------------ | ------------- | ------------- | ------------- | ------------- | ---------------- | ---------------- | ----------------------- | ----------------------- | ----- | ----- | --------------- |
| F. C. Dinamo Tbilisi Georgia         | 1.ª           | 2016          | 5             | 0             | 0                | 0                | 0                       | 0                       | 5     | 0     | 0               |
| F. C. Dinamo Tbilisi Georgia         | 1.ª           | 2017          | 24            | 5             | 2                | 0                | 0                       | 0                       | 26    | 5     | 0.19            |
| F. C. Dinamo Tbilisi Georgia         | Total club    | Total club    | 29            | 5             | 2                | 0                | 0                       | 0                       | 31    | 5     | 0.01            |
| K. A. A. Gante · Bélgica             | 1.ª           | 2017-18       | 19            | 1             | 0                | 0                | 0                       | 0                       | 19    | 1     | 0.05            |
| K. A. A. Gante · Bélgica             | 1.ª           | 2018-19       | 23            | 5             | 4                | 1                | 4                       | 0                       | 31    | 6     | 0.19            |
| K. A. A. Gante · Bélgica             | 1.ª           | 2019-20       | 9             | 0             | 0                | 0                | 3                       | 0                       | 12    | 0     | 0               |
| K. A. A. Gante · Bélgica             | 1.ª           | 2020-21       | 3             | 0             | 0                | 0                | 1                       | 0                       | 4     | 0     | 0               |
| K. A. A. Gante · Bélgica             | 1.ª           | 2021-22       | 8             | 0             | 1                | 1                | 6                       | 0                       | 15    | 1     | 0.07            |
| K. A. A. Gante · Bélgica             | Total club    | Total club    | 62            | 6             | 5                | 2                | 14                      | 0                       | 81    | 8     | 0.1             |
| Hamburgo S. V. · Alemania            | 2.ª           | 2021-22       | 10            | 1             | 2                | 0                | ―                       | ―                       | 12    | 1     | 0.08            |
| Hamburgo S. V. · Alemania            | Total club    | Total club    | 10            | 1             | 2                | 0                | 0                       | 0                       | 12    | 1     | 0.08            |
| Š. K. Slovan Bratislava · Eslovaquia | 1.ª           | 2022-23       | 25            | 1             | 6                | 0                | 16                      | 0                       | 47    | 1     | 0.02            |
| Š. K. Slovan Bratislava · Eslovaquia | Total club    | Total club    | 25            | 1             | 6                | 0                | 16                      | 0                       | 47    | 1     | 0.02            |
| Watford F. C. Inglaterra             | 2.ª           | 2023-24       | 34            | 1             | 3                | 0                | ―                       | ―                       | 37    | 1     | 0.03            |
| Watford F. C. Inglaterra             | 2.ª           | 2024-25       | 39            | 2             | 2                | 0                | ―                       | ―                       | 41    | 2     | 0.05            |
| Watford F. C. Inglaterra             | Total club    | Total club    | 73            | 3             | 5                | 0                | 0                       | 0                       | 78    | 3     | 0.04            |
| Total carrera                        | Total carrera | Total carrera | 199           | 16            | 20               | 2                | 30                      | 0                       | 249   | 18    | 0.07            |

## Palmarés

### Títulos nacionales
| Título                  | Club                    | País       | Año  |
| ----------------------- | ----------------------- | ---------- | ---- |
| Superliga de Eslovaquia | Š. K. Slovan Bratislava | Eslovaquia | 2023 |